# بارتيزان (فلم)
بارتيزان (بالإنجليزية: Partisan) هو فيلم أسترالي تم إنتاجه في سنة 2015 وهو من إخراج أرييل كلايمان وبطولة فينسنت كاسل وجيريمي شابريل وقد تم عرض هذا الفيلم أول مرة في مهرجان صاندانس السينمائي في سنة 2015.

## القصة
قصة الفيلم تتكلم عن غريغوري وهو شخص يتبنى عدة أطفال أيتام يساعدوه في عمليات الاغتيال. يقوم غريغوري بتنبي طفل اسمه ألكسندر وألذي أصبح من دون والدين بعد أن أصيبت والدته بالغيبوبة. غريغوري يقول للأطفال أن العالم ملئ بالأشخاص الأشرار، يقوم غريغوري يوضع سدادات الإذن للإطفال لكي تحمي أذانهم من صوت إطلاق النار أثناء تنفيذهم لاغتيالاتهم.

## البطولة
- فينسنت كاسل بدور غريغوري
- جيريمي شابريل بدور ألكسندر
- فلورنس ميتزارا بدور سوزانا
- أليكس بالاغانسكي بدور ليو
- سامويل أيدليش بدور روبن
- أناستازيا بريستاي بدور أريانا
- ألكسندر كوزمنكو بدور إيليس

## وصلات خارجية
- مقالات تستعمل روابط فنية بلا صلة مع ويكي بيانات
- بارتيزان على قاعدة بيانات الأفلام على الإنترنت